# دلبری
دلبری فیلمی به کارگردانی و نویسندگی سید جلال دهقانی اشکذری و تهیه‌کنندگی سید محمود رضوی محصول سال ۱۳۹۳ است.
این فیلم برای نمایش در بخش سودای سیمرغ سی و چهارمین دوره جشنواره فیلم فجر پذیرفته شده‌است.  دلبری  در تاریخ ۱۵ اردیبهشت ۱۳۹۵ در سینماهای ایران اکران شده‌است.

## بازیگران
- هنگامه قاضیانی
- عباس غزالی
- مهسا هاشمی
- مهدی عطاران
- محمدرضا شیرخانلو
- آتیلا پسیانی